# Gaëtan Bucki
Gaëtan Bucki (ur. 9 maja 1980 w Béthune) – francuski lekkoatleta, kulomiot.

## Kariera sportowa
Wielokrotnie reprezentował Francję w dużych międzynarodowych zawodach, m.in. w mistrzostwach Europy juniorów, młodzieżowych mistrzostwach Europy, Uniwersjadzie, pucharze Europy, pucharze świata (6. miejsce w 2006), igrzyskach śródziemnomorskich, halowym pucharze Europy, mistrzostwach Europy w lekkoatletyce, halowych mistrzostwach Europy (m.in. 8. miejsce w 2007) oraz meczach międzypaństwowych.
W 2007 dwukrotnie ustanawiał halowy rekord Francji (20,00 14 stycznia w Lille oraz 20,01 27 stycznia w Mondeville).
Jedenastokrotny mistrz Francji w kategorii seniorów (hala – 2004, 2005, 2006, 2007 2010, 2011, 2014; stadion – 2006, 2011, 2013, 2014)

## Rekordy życiowe
- Pchnięcie kulą (hala) – 20,39 (2011)